# ワールドアドバンスサッカー 勝利への道
『ワールドアドバンスサッカー 勝利への道』は、ハンズオンエンタテインメントから2001年12月7日に発売された、事実上ゲームボーイアドバンス初の従来のオーソドックス型の本格王道アクションサッカーゲームである。